# Placówka Straży Celnej „Wysowa”

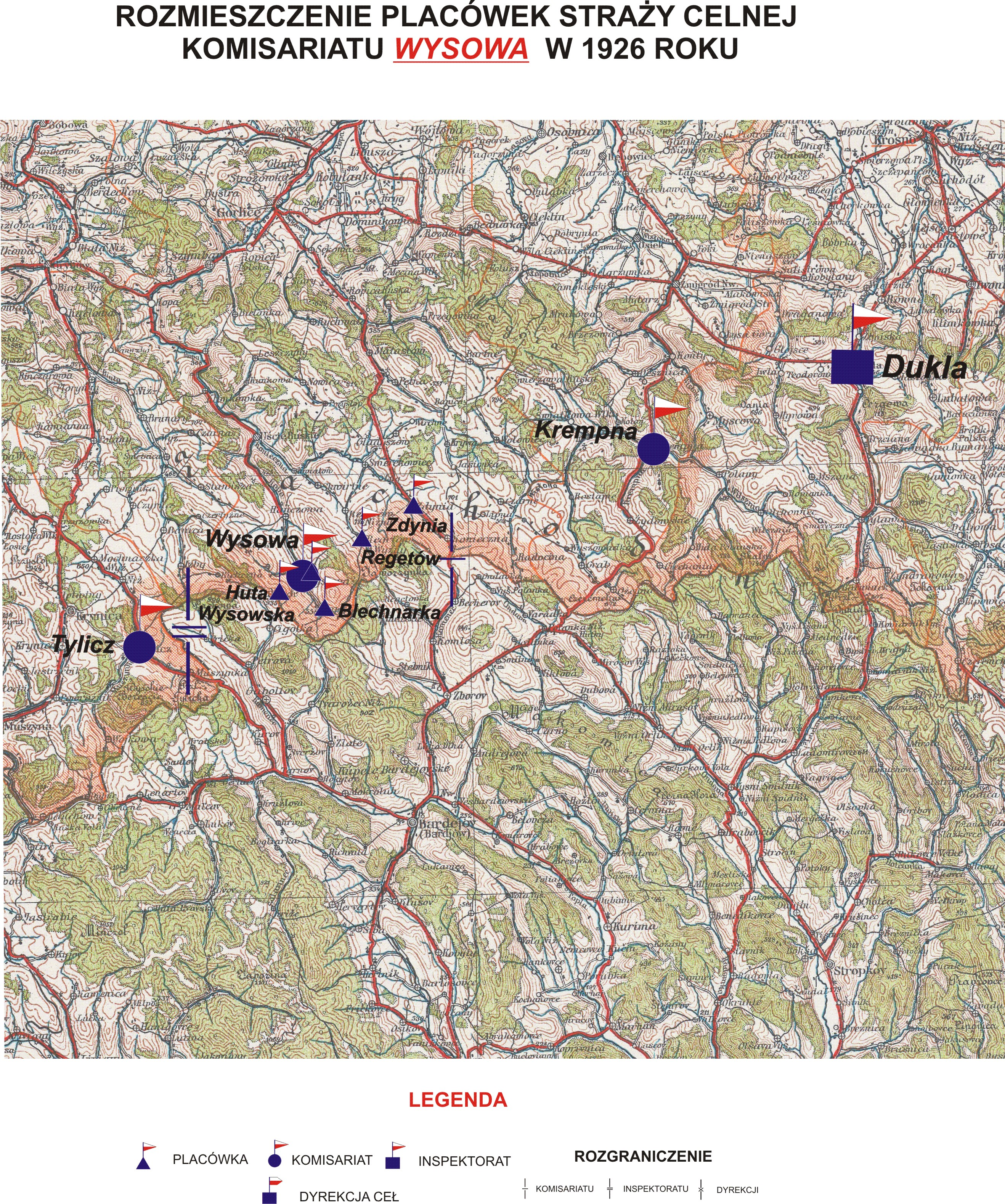
Rozmieszczenie placówek Komisariatu Wysowa w 1926 r.

Placówka Straży Celnej „Wysowa” – jednostka organizacyjna Straży Celnej pełniąca w okresie międzywojennym służbę ochronną na granicy polsko-czechosłowackiej.

## Formowanie i zmiany organizacyjne
W 1921 roku w Tyliczu i Wysowej stacjonował sztab 4 kompanii 8 batalionu celnego. Kompanie wystawiały między innymi placówkę w Wysowej. W 1922 roku w Tyliczu stacjonował sztab 4 kompanii 6 batalionu celnego. Kompania wystawiała między innymi placówkę w Wysowej.
Na wniosek Ministerstwa Skarbu, uchwałą z 10 marca 1920 roku, powołano do życia Straż Celną. Jednostki Straży Celnej rozpoczęły przejmowanie odcinków granicy od pododdziałów Batalionów Celnych. Proces tworzenia Straży Celnej trwał do końca 1922 roku. Placówka Straży Celnej „Wysowa” weszła w podporządkowanie komisariatu Straży Celnej „Wysowa” z Inspektoratu SC „Dukla”.
W drugiej połowie 1927 roku przystąpiono do gruntownej reorganizacji Straży Celnej. W praktyce skutkowało to rozwiązaniem tej formacji granicznej. Ochronę północnej, zachodniej i południowej granicy państwa przejęła powołana z dniem 2 kwietnia 1928 roku Straż Graniczna.
Rozkazem nr 5 z 16 maja 1928 roku w sprawie organizacji Małopolskiego Inspektoratu Okręgowego dowódca Straży Granicznej gen. bryg. Stefan Pasławski określił strukturę organizacyjną komisariatu SG „Gładyszów”. Placówka Straży Granicznej I linii „Wysowa” znalazła się w jego strukturze.

## Funkcjonariusze placówki
Kierownicy placówki
| stopień    | imię i nazwisko, numer | okres pełnienia służby | kolejne stanowisko |
| ---------- | ---------------------- | ---------------------- | ------------------ |
| przodownik | Michał Nowak (97)      | był w 1926             |                    |

Obsada personalna placówki w 1926:
- przodownik Michał Nowak (97)
- strażnik Sylwester Jelonek (1033)
- strażnik Stanisław Witkowski (1040)
- strażnik Antoni Berski (614)
- strażnik Stefan Frydrych (2050)